# Johann Adolf I. (Sachsen-Weißenfels)

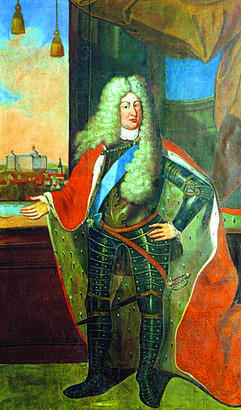
Herzog Johann Adolf I. von Sachsen-Weißenfels mit Allongeperücke und im Harnisch mit fürstlichem Ornat sowie der Schärpe des Elefanten-Ordens – im Hintergrund die Stadt Weißenfels an der Saale, die vom neuen Schloss bekrönt wird, Gemälde Ende 17. Jh.

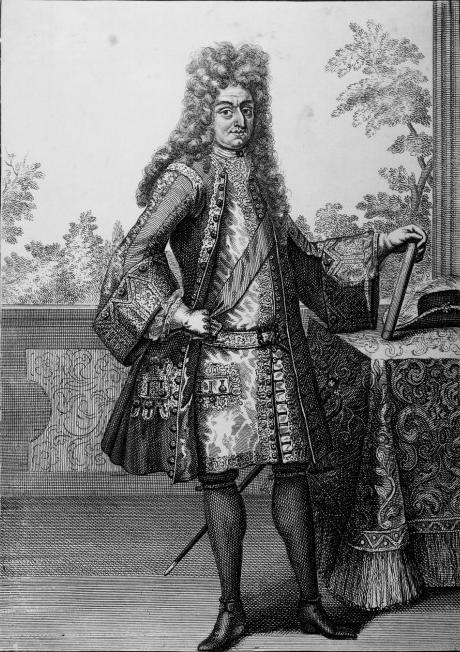
Herzog Johann Adolf I. von Sachsen-Weißenfels mit Allongeperücke, Marschallstab und im Hofkostüm, Stich Ende 17. Jh.

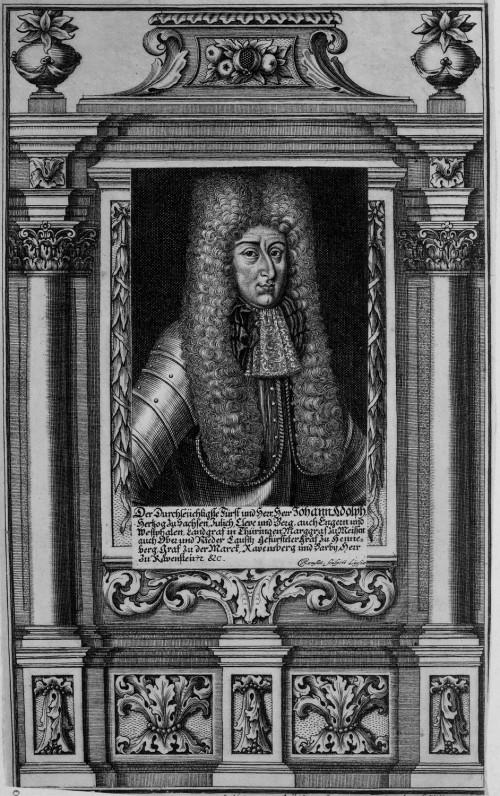
Herzog Johann Adolf I. von Sachsen-Weißenfels, Kupferstich von Christian Romstet

Johann Adolf I. von Sachsen-Weißenfels (* 2. November 1649 in Halle; † 24. Mai 1697 in Weißenfels) war der zweite Herzog der kursächsischen Sekundogenitur Sachsen-Weißenfels sowie Fürst von Sachsen-Querfurt und entstammte einer Seitenlinie der albertinischen Wettiner. Als Herzog hatte er zum Leibarzt den bedeutenden Georg Händel, Vater des deutsch-britischen Komponisten Georg Friedrich Händel.

## Familie
Johann Adolf I. war der älteste Sohn des Herzogs August von Sachsen-Weißenfels, Administrator des Erzstifts Magdeburg, und dessen Gemahlin Anna Maria von Mecklenburg-Schwerin, Tochter des Herzogs Adolf Friedrich I. von Mecklenburg-Schwerin.

## Regierungsantritt im Herzogtum und Fortführung des Mäzenatentums
Nach dem Tod seines Vaters und dem damit verbundenen Verlust des Erzstiftes Magdeburg zog Johann Adolf I. mit dem gesamten Hofstaat am 18. August 1680 von Halle nach Weißenfels in das noch unfertige Schloss Neu-Augustusburg, das unter seiner Herrschaft endlich vollendet wurde.
So konnte schon am 31. Oktober 1682 die Weihe der Schlosskirche stattfinden und im Jahre 1694 wurde schließlich der Schlosshof gepflastert. Im neu eingerichteten großen Theatrum, einem Komödiensaal, fanden bereits ab 1685 Opernaufführungen in deutscher Sprache statt.
Auch für den Rest von Weißenfels hatte die Erhebung zur Residenz große Veränderungen zur Folge. In der Stadt entstanden etliche Kavaliershäuser, der Schlossgarten wurde ausgebaut und entwickelte sich zu einem der bedeutendsten barocken Lustgärten seiner Zeit im mitteldeutschen Raum. Durch Erlass einer Feuerordnung wurden die Bürger zudem unter Androhung von Geldstrafen gezwungen, Scheunen, von denen stets eine verheerende Brandgefahr ausging, aus dem Stadtbild zu entfernen, und mit einer 1691 nochmals verschärften Ordnung wurde auch das Rauchen von Tabak „auf der Gasse, in Höffen und Ställen“ und das Umhergehen mit offenen Kohletöpfen verboten. Das Abdecken von Dächern mit Stroh wurde ebenfalls untersagt und alle Bürger der Stadt im Brandfall zum Löschdienst verpflichtet. 1690 wurde eine Röhrenleitung gebaut, die den Schlosskomplex mit Wasser aus der Selauer Gegend versorgte und die Springbrunnen in den Gärten auf den Stand der Zeit brachte. Die Pflasterung und Reinigung der Straßen und Plätze, das Ausbessern von Wegen und die Entfernung von Unrat wurden vorangetrieben. Die Stadt Weißenfels entwickelte sich so zunehmend nicht nur zu einem Verwaltungs-, sondern auch zu einem Wirtschaftszentrum – so konnte mit Gründung einer Goldschmiedeinnung auch diese Kunst Geltung erlangen.
Johann Adolf führte die Förderung von Musik und schönen Künsten nach dem Vorbild seines Vaters und anderer Mitglieder seines Hauses im Sinne absolutistischer fürstlicher Selbstdarstellung fort – so wurde der bereits in Augusts Diensten gestandene Johann Philipp Krieger zum Hofkapellmeister ernannt. Auch entdeckte Johann Adolf das musikalische Talent des Sohnes seines Hofchirurgen Georg Händel und drängte diesen dazu, den jungen Georg Friedrich musikalisch schulen zu lassen. Den späteren Rhetorikprofessor August Bohse berief er 1691 zu seinem Sekretär und ließ ihn zahlreiche Libretti für die fürstliche Oper schreiben.
Außerdem war er in großem Maße der höfischen Jagd zugetan, weshalb er mit seinem Hof 1677 bis 1679 und nochmals 1692 zu seinem Kammergut in Langendorf zog.
Herzog Johann Adolf wurde von seinem Vater, der als ihr Oberhaupt fungierte, in die Fruchtbringende Gesellschaft aufgenommen. Ihm wurde der Gesellschaftsname der Sorgfältige verliehen.

### Streit um das Barbyer Erbe
Nachdem das Amt Rosenburg durch Aussterben der Grafen von Barby 1659 an das Erzstift Magdeburg gefallen war und Herzog August in seiner Eigenschaft als Administrator dieses Gebiet nicht nur in Besitz genommen, sondern es durch das Domkapitel auch als erbliches Lehen für sich und 1661 auch für seine Söhne in Anspruch genommen hatte, erhoben sowohl Kurbrandenburg als auch Kursachsen Widerspruch, da das gesamte Erzstift einschließlich aller anheimgefallenen Lehen nach den Bestimmungen des Westfälischen Friedens an Brandenburg hätte fallen müssen und der sächsische Kurfürst die Sache seinerseits als erledigtes Lehen auffasste und versuchte, es im Namen Kaiser Leopolds I. für sich selbst in Besitz zu nehmen.
Kursachsen willigte zwar schließlich 1666 in Herzog Augusts Pläne ein, da es sich Hoffnungen machte, nach einem Aussterben der Weißenfelser Linie sowieso in den Besitz Rosenburgs zu gelangen, jedoch verkaufte dieser das Streitobjekt am 3. März 1679 für 16.000 Taler an Hans Adam von Ende, den Hofmeister seiner zweiten Gemahlin und Johann Adolfs Stiefmutter Johanna Walpurgis von Leiningen-Westerburg.
Johann Adolf, der durch das väterliche Handeln seine Erbmasse bedroht sah, protestierte zwar, wurde aber vom Vater eingeschüchtert. Nach dem Tod Augusts 1680, wandte sich Johann Adolf jedoch an Brandenburg, um eine Nichtigkeitserklärung des Kaufvertrages zu erreichen und reichte zudem eine ordentliche Klage bei der Regierung in Halle ein.
Als Hans Adam von Ende sah, dass seine Sache misslich stand, verkaufte er während der laufenden Klage die Herrschaft Rosenburg im April 1681 für 60.000 Taler an den damaligen Kurprinzen Friedrich von Brandenburg. Der Prozess wurde von Seiten Brandenburgs immer weiter hinausgezogen und verlief schließlich im Sande. Herzog Johann Adolf hatte somit das Nachsehen.
Schließlich entschloss sich Johann Adolf auch noch 1687 zum Verkauf des Amtes Burg, das ebenfalls als Abspaltung vom Erzstift Magdeburg an Sachsen-Weißenfels gelangt war, an Brandenburg, wodurch er sich nicht nur von der brandenburgischen Oberhoheit über Sachsen-Querfurt befreien konnte, sondern auch die von seinem Vater zur Finanzierung seiner prunkvollen Hofhaltung an seinen Vetter Christian von Sachsen-Merseburg verpfändete Stadt Weißenfels einlösen und weitere angehäufte Schulden tilgen konnte.
Die frühere Hauptstadt der Grafschaft, die Stadt Barby selbst, war jedoch nicht dem Erzstift verpflichtet, sondern hatte als Oberlehnsherrn den Kurfürsten von Sachsen. Im Testament Johann Georgs von Kursachsen, der die damalige Schaffung von Sekundogenituren vorsah, wurde festgelegt, dass die Anwartschaft auf Barby Teil des Erbes der Linie Weißenfels sein würde. Das gleichzeitig mit Rosenburg anheimgefallene Barby wurde jedoch von August als Apanage Johann Adolfs jüngerem Bruder Heinrich zugewiesen.

### Disput mit Kursachsen
Nach dem Tode Kurfürst Johann Georgs II. von Sachsen 1680, der das Testament seines Vaters Johann Georgs I. bezüglich der Abspaltung teilunabhängiger Sekundogenituren für dessen weitere Söhne im Freundbrüderlichen Hauptvergleich und in anderen Abkommen mit seinen Brüdern noch anerkannt hatte, protestierte der nunmehrige Kurfürst Johann Georg III. gegen diese vorangegangenen Abmachungen und weigerte sich, die Fürstentümer und Seitenlinien seiner Vettern anzuerkennen, was wiederum nicht nur zu erheblichen diplomatischen Verstimmungen führte, sondern auch insofern Schwierigkeiten für Herzog Johann Adolf nach sich zog, als dass dieser sich einer permanenten Bedrohung durch eine eventuelle kursächsische Besatzung ausgesetzt sah. Der Konflikt konnte erst mit der Abtretung von im herzoglichen Gebiet befindlichen Schriftsassen an Kursachsen im Vertrag von Torgau vom 12. Mai 1681, dem Eluzidationsvergleich von Dresden vom 12. September 1682 und endgültig mit der Belehnung Johann Adolfs über sein reichsunmittelbares Fürstentum Querfurt am 12. April 1688 zu Wien durch den Kaiser und dem damit erworbenen Sitz und Stimme auf dem obersächsischen Kreistag beigelegt werden.

### Tod und Begräbnis
Herzog Johann Adolf I. starb am 24. Mai 1697 gegen 11:30 Uhr 47-jährig und wurde am 26. Mai unter Anwesenheit des Adels in einem Zinnprunksarg in der Schlosskirche von Neu-Augustusburg beigesetzt.
Drei seiner Söhne, die das Kindesalter überlebten, folgten ihm nacheinander auf dem herzoglichen Thron.

## Ehen und Nachkommen
Seine erste Ehe schloss er am 25. Oktober 1671 in Altenburg mit Johanna Magdalena von Sachsen-Altenburg, der Tochter Herzog Friedrich Wilhelms II. von Sachsen-Altenburg aus dessen Ehe mit Magdalena Sibylle von Sachsen. Nach deren Tod am 22. Januar 1686 ging er am 3. Februar 1692 in Querfurt eine zweite, diesmal jedoch morganatische Ehe mit Christiana Wilhelmina von Bünau (* 4. April 1666 in Altenburg; † 24. April 1707 in Dahme), Tochter des Rudolf von Bünau, ein. Christiana Wilhelmina erhielt 6.000 Taler als Morgengabe sowie später eine jährliche Witwenrente von 3.000 Talern und das Schloss Dahme als Wittum zugewiesen – des Weiteren wurde sie 1697 von Kaiser Leopold I. zur Reichsgräfin erhoben. Die Ehe war allgemein geduldet und akzeptiert, da die erste, standesgemäße, Ehe Johann Adolfs bereits genügend erbberechtigte Söhne für das Herzogtum hervorgebracht hatte und es daher keine Notwendigkeit für den Witwer gab, eine weitere Heirat mit einer Person aus dem Fürstenstand einzugehen. Diese Verbindung brachte jedoch keinerlei Nachkommen hervor.
Mit seiner ersten Gemahlin hatte er folgende Kinder:
- Magdalena Sibylla (* 3. September 1673 in Halle; † 28. November 1726 in Eisenach), Prinzessin von Sachsen-Weißenfels ⚭ Johann Wilhelm, Herzog von Sachsen-Eisenach
- August Friedrich (* 15. September 1674 in Halle; † 16. August 1675 ebenda), Erbprinz von Sachsen-Weißenfels
- Johann Adolf (* 7. Juni 1676 in Halle; † 18. Juni 1676 ebenda), Erbprinz von Sachsen-Weißenfels
- Johann Georg (1677–1712), 3. Herzog von Sachsen-Weißenfels ⚭ Friederike Elisabeth von Sachsen-Eisenach
- namenloser Sohn (*/† 24. Juli 1678 in Halle)
- Johanna Wilhelmine (* 20. Januar 1680 in Halle; † 4. Juli 1730 ebenda), Prinzessin von Sachsen-Weißenfels
- Friedrich Wilhelm (* 18. Januar 1681 in Weißenfels; † 20. November 1681 ebenda), Prinz von Sachsen-Weißenfels
- Christian (1682–1736), 4. Herzog von Sachsen-Weißenfels ⚭ Luise Christiana von Stolberg-Stolberg
- Anna Maria (* 17. Juni 1683 in Weißenfels; † 16. März 1731 in Sorau), Prinzessin von Sachsen-Weißenfels ⚭ Erdmann II., Reichsgraf von Promnitz auf Sorau
- Sophia (* 2. August 1684 in Weißenfels; † 6. Mai 1752 in Rosswald, Schlesien), Prinzessin von Sachsen-Weißenfels ⚭ (I) Georg Wilhelm, Markgraf von Brandenburg-Bayreuth und ⚭ (II) Joseph Albert, Reichsgraf von Hoditz und Wolframitz
- Johann Adolf II. (1685–1746), 5. Herzog von Sachsen-Weißenfels ⚭ (I) Johannetta Antoinetta Juliana von Sachsen-Eisenach und ⚭ (II) Friederike von Sachsen-Gotha-Altenburg